# Cornelius van Til
Cornelius Van Til est un théologien calviniste orthodoxe né à Grootegast, aux Pays-Bas le 3 mai 1895 et mort le 17 avril 1987. Cornelius Van Til a enseigné au séminaire de théologie de Princeton - où il a été influencé par Benjamin B. Warfield et Geerhardus Vos - avant de devenir, en 1929, professeur au séminaire de théologie de Westminster où il est resté jusqu'à sa mort. Auteur prolifique et apologète calviniste, il s'est fait connaître par ses critiques envers la théologie dialectique, le catholicisme romain et l'« évangélisme arminien » répandu dans le monde anglo-saxon.

## Biographie
Cornélius (Kees) Van Til est né le 3 mai 1895 à Grootegast, dans la province de Groningue, aux Pays-Bas. Il est le sixième fils d'une famille pieuse, chaleureuse, très attachée à la Bible et au calvinisme. En 1905, la famille Van Til émigre aux États-Unis pour y exploiter une ferme plus productive. Elle s'intègre activement dans une Église chrétienne réformée à Highland dans l'Indiana.
Dès l'adolescence, le jeune Kees van Til ressent une forte vocation religieuse. Il faut dire que l'environnement familial et religieux, où l'on adhère aux "trois formes d'unité" (la Confessio Belgica, le catéchisme de Heidelberg, les Canons de Dordrecht), a une influence formatrice sur le jeune homme. Peu après son arrivée en Amérique, il entre au Calvin College à Grand Rapids, où il se plonge dans l'étude des traités de philosophie de Socrate, Platon, Aristote, Kant, Hegel et Schopenhauer. Après son bac, il s'inscrit à l'Université de Princeton où il poursuit cinq ans d'études et, en 1922, il s'inscrit au Séminaire théologique de Princeton, encore à l'époque un haut lieu du calvinisme orthodoxe, où il obtient sa maîtrise en théologie, puis, en 1927, un doctorat. Pendant ses années à Princeton, Van Til étudie sous la direction d'un nombre impressionnant de penseurs réformés orthodoxes.
Les années 1920 ont été un temps de crise pour le Séminaire théologique de Princeton. La foi réformée traditionnelle enseignée par Archibald Alexender, Charles Hodge, A.A. Hodge et Benjamin B. Warfield est contestée de façon croissante par le modernisme, introduit par de nouveaux professeurs de plus en plus libéraux. Après un bref ministère pastoral dans l'Église de Spring Lake, à Muskejon, Michigan (1927-1928), Van Til enseigne l'apologétique pendant une année à Princeton; il y est, ensuite, élu professeur d'apologétique, mais l'assemblée générale ne le confirme pas à ce poste, sous prétexte de réorganisation.
Van Til revient alors à Spring Lake, bien déterminé à refuser tout enseignement à Princeton et même au Séminaire théologique de Westminster récemment fondé, dont le but est de poursuivre l'œuvre magnifique de l'ancien Princeton, sous la conduite du très compétent John Gresham Machen. Néanmoins, la visite de Machen et du professeur O.T. Allis détermine Van Til à entrer au service de ce séminaire. Depuis l'ouverture du Séminaire théologique de Westminster, en 1929, jusqu'à ce qu'il en devienne professeur émérite en 1975, à l'âge de 80 ans, Van Til enseigne l'apologétique réformée et les cours connexes, selon une perspective biblique, en conformité avec les textes symboliques de la théologie réformée.

## Sa pensée
Le nom de Cornélius Van Til est inséparable de l'apologétique réformée confessante. Cette théologie repose sur trois sources :
- Sa première source est Jean Calvin, dont les écrits ont été la manne spirituelle qui a nourri sa pensée et modelé sa vie: pour Van Til, Calvin est toujours resté le premier théologien. Van Til a précieusement gardé cette thèse essentielle de la Réforme protestante : le christianisme exposé et enseigné dans la Bible est la révélation du seul vrai Dieu ; c'est la seule vraie religion. Le calvinisme en est l'expression la plus claire et la plus substantielle, aussi bien dans son contenu que dans le mode de vie et la représentation du monde qu'il propose.
- Sa deuxième source est le Catéchisme de Heidelberg (1563), commenté par ses prédécesseurs réformés des Pays-Bas, ainsi que les Canons de Westminster (1646), exposé du calvinisme établi par les presbytériens anglais, qu'il a étudiés à Princeton. Tels sont les fondements de la théologie de Van Til. En 1936, il quitte l'Église chrétienne réformée pour rejoindre la nouvelle Union d'Églises presbytériennes (Orthodox Presbyterian Church, Église presbytérienne orthodoxe) en cours de formation, dont il reste membre jusqu'à la fin de ses jours.
- La troisième source à laquelle Van Til est redevable est celle des théologiens néerlandais : Abraham Kuyper (1837-1920) et Herman Bavinck (1854-1921). Si Van Til rejette la présomption de régénération par le baptême, il garde un bon nombre des principes théologiques de Kuyper, tels que la position centrale de la souveraineté absolue de Dieu sur toute la création, sur le cœur de l'homme (volonté, intelligence, sentiments), considéré comme le centre de son existence, de sa vie, et de sa relation à Dieu, ce qui conduit à la conviction que toute la vie est religieuse: dirigée soit vers Dieu, soit contre Dieu. Il reconnaît aussi la nécessité d'une philosophie chrétienne soucieuse du point de vue biblique sur tous les sujets, selon l'ordre de la création. Le fonctionnement de cet ordre créationnel a été affecté de façon incommensurable par la Chute, mais l'ordre originel sera restauré par le Christ.

## Influence
La pensée apologétique de van Til, avec sa philosophie et sa théologie réformée, a exercé une grande influence, non seulement sur de nombreux étudiants du Séminaire de Westminster, mais aussi sur des évangéliques conservateurs dans le monde entier. Aujourd'hui, son point de vue continue de se développer dans la réflexion et l'action de ses nombreux élèves; il constitue un élément central pour les théologiens et apologètes réformés.
Van Til a écrit plus de 30 livres au cours de sa carrière professorale, auxquels il faut ajouter ses polycopiés de cours, qui ont largement circulé, y compris en France. Sa mort, en 1987, à l'âge de 92 ans, a marqué la fin d'une époque au Séminaire théologique de Westminster.
Van Til a joué un rôle majeur en faisant ressortir les dérives des méthodes, ou des façons de penser, existant chez des non-réformés, comme aussi chez des réformés - en particulier dans l'apologétique de l'ancien Princeton, telle que l'avait soutenue Warfield. Il a aussi détecté des points faibles chez Kuyper et chez Bavinck. Van Til a construit avec talent une apologétique réformée entièrement cohérente et en accord avec la Bible. Son œuvre a contribué à purger la théologie réformée des infiltrations de l'apologétique néo-évangélique. Il a aussi donné un fondement réformé à l'ontologie, à l'épistémologie et à l'éthique chrétienne.

## Œuvres
- Cornelius Van Til, Pourquoi je crois en Dieu, Kerygma, 2004, 30 p.